# Noletmolen
De Noletmolen (ook wel De Nolet genoemd) aan de Hoofdstraat in de Nederlandse stad Schiedam is de hoogste molen ter wereld (42,5 meter, inclusief de aerodynamische wieken 55 meter) en daarmee de hoogste van de zeven Schiedamse molens. De molen is in 2005 gebouwd in opdracht van de Nolet jeneverstokerij. Hij is bedoeld als representatieve blikvanger waarin klanten ontvangen kunnen worden. Er wordt niet, zoals vroeger in de meeste Schiedamse molens het geval was, mout gemalen. De in de wind draaiende wieken wekken elektriciteit op ten behoeve van de distilleerderij. Het bouwwerk werd in mei 2006 in gebruik genomen.
De molen ziet eruit als een traditionele stellingmolen met Dekkerwieken, maar de wieken zijn voorzien van een speciaal ontwikkeld stroomlijnsysteem, aangepast aan de ongewone functie. De molen werkt automatisch, de aanwezigheid van een molenaar is niet noodzakelijk. De stelling rond de molen, 25 meter boven de grond, hoeft niet betreden te worden en is hoofdzakelijk geplaatst om de molen er als een klassieke stellingmolen te doen uitzien. Ook de staart is niet functioneel: de molen is zo ingericht dat het kruien volautomatisch van binnenuit gebeurt.

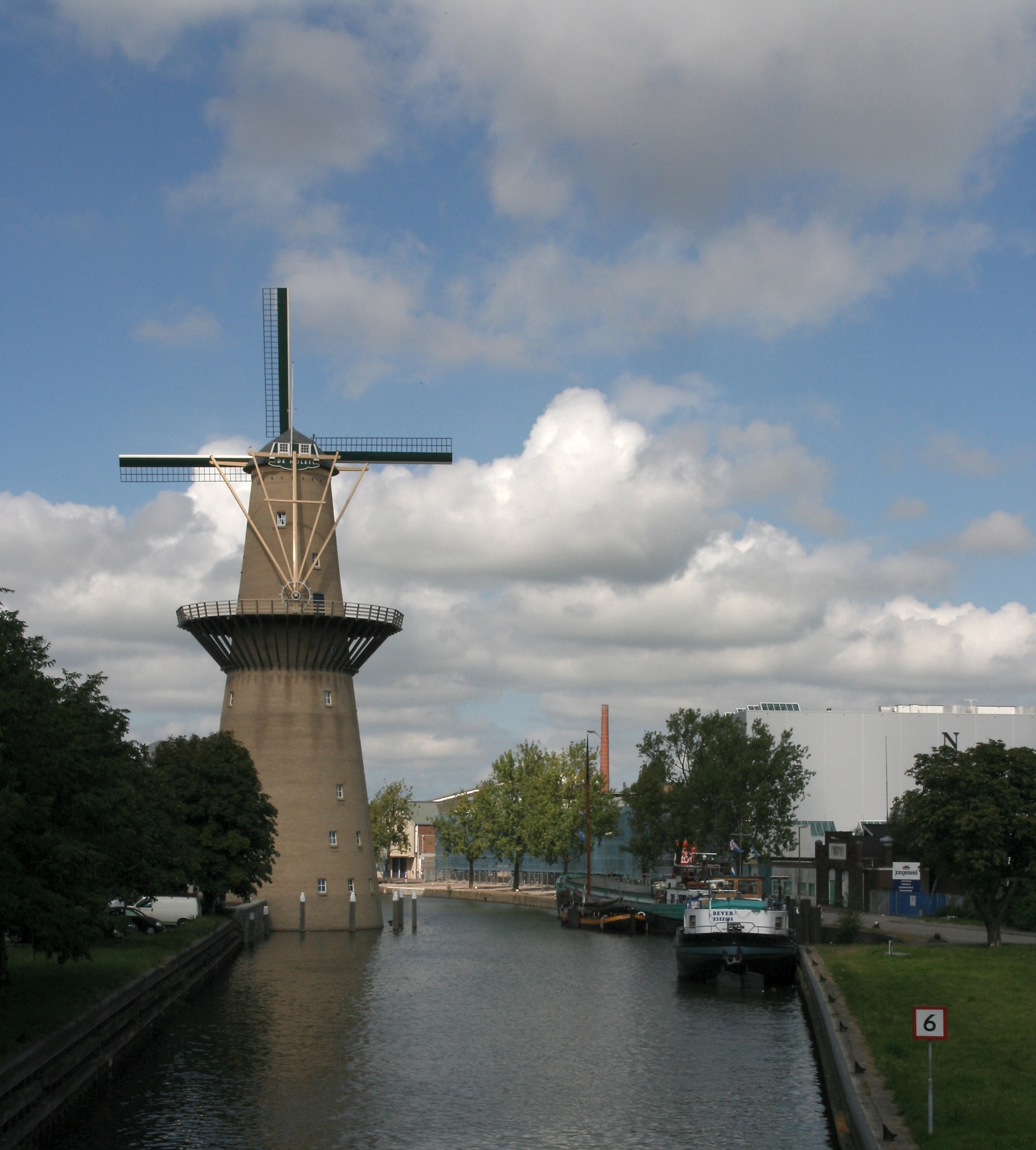
De Noletmolen in 2007